# Parc d'Uueturu
Le parc d’Uueturu (en estonien : Uueturu park), est un parc du quartier Kesklinn de Tartu en Estonie.

## Présentation
Le parc se compose de la place Uueturu entre la rue Uueturu tänav, la rue Küüni tänav, la rue Riia tänav et la rue Ülikoli tänav et d'un espace vert devant le grand bâtiment du Théâtre de Vanemuine entre la rue Vanemuise tänav, la rue Ülikooli tänav et la rue Riia tänav. 
Dans le cadre du projet de «biodiversité organisée», le parc a été conçu depuis 2020, son herbe est moins souvent tondue et un jardin floral a été établi dans le parc.